# Sintflut

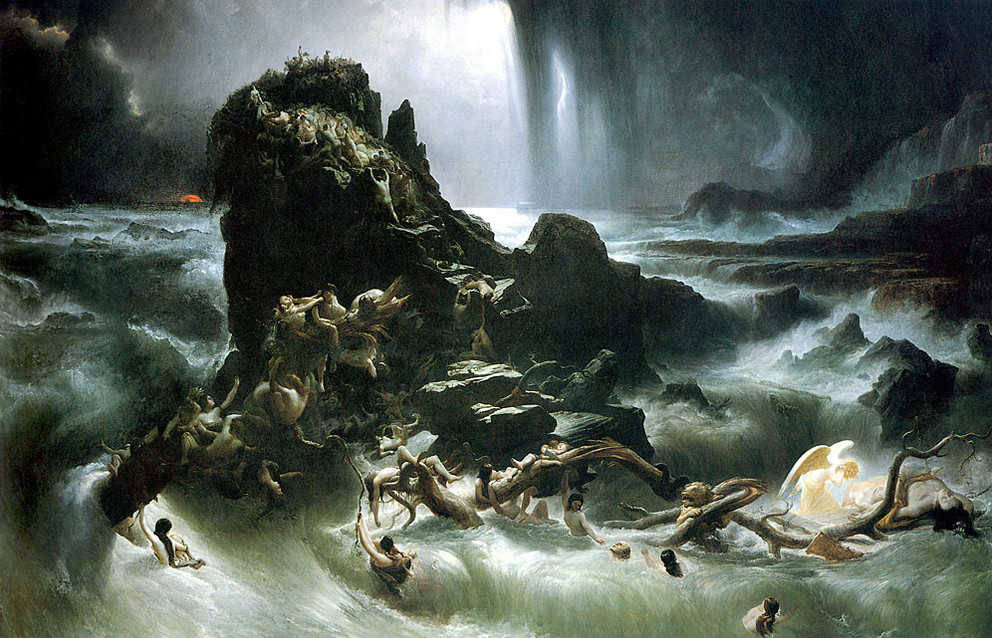
Francis Danby, 1837–1839, Tate Gallery

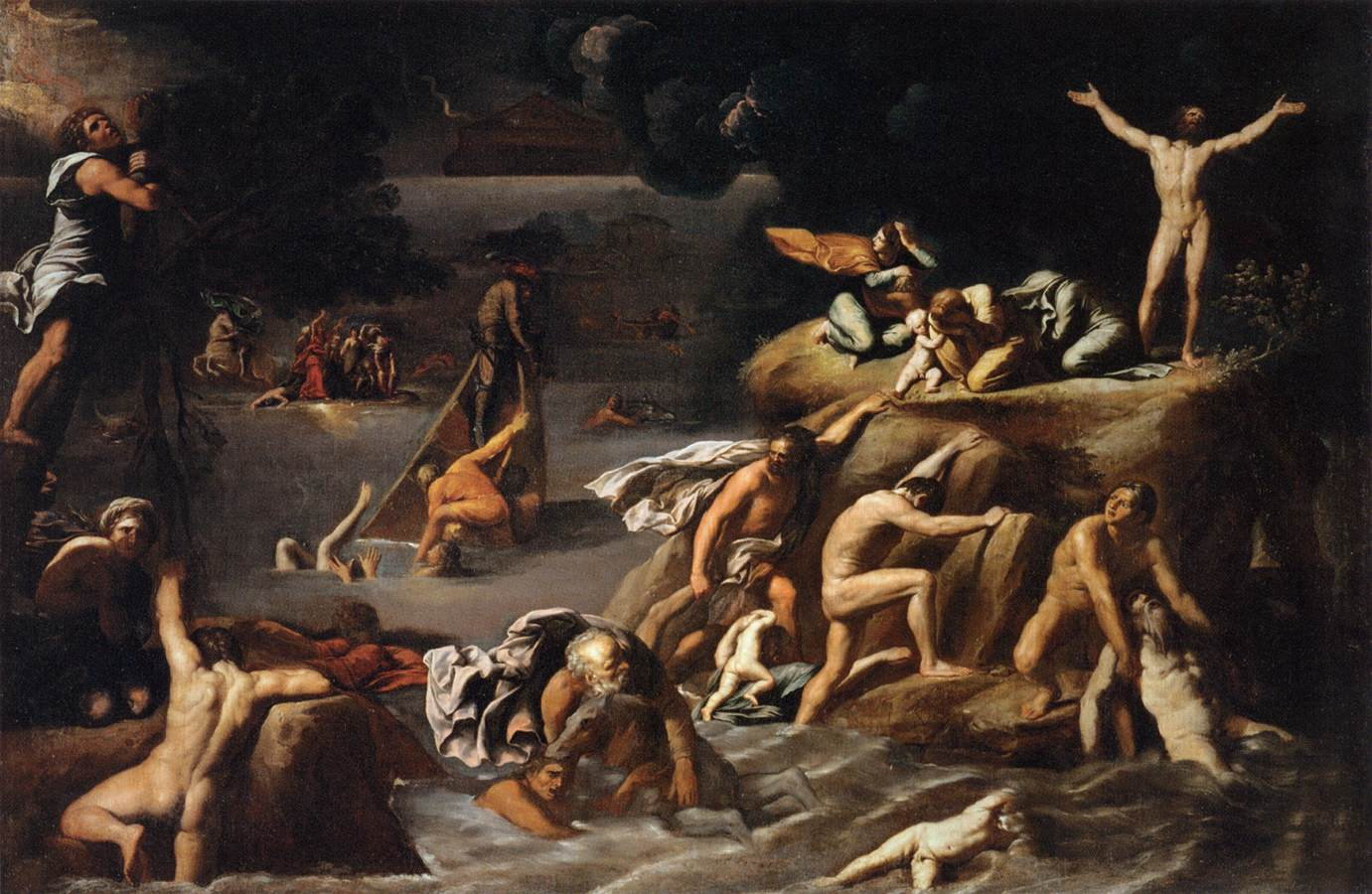
Antonio Marziale Carracci, 1616–1618, Louvre

Die Sintflut wird in den mythologischen Erzählungen verschiedener Kulturen der orientalischen Antike als eine gottgesandte Flutkatastrophe beschrieben, die die Vernichtung der gesamten Menschheit und der Landtiere zum Ziel hatte. Einzig wenige besonders gottesfürchtige Personen entkommen der Katastrophe. Als Gründe für die Sintflut nennen die Sintflut-Erzählungen meist den Zorn Gottes oder der Götter über die Verfehlungen der Menschheit. Die bekanntesten Berichte sind überliefert:
- sumerisch vom König Ziusudra der Stadt Šuruppak im Atraḫasis-Epos
- babylonisch über Utnapischtim im Gilgamesch-Epos und im Atraḫasis-Epos,
- griechisch über Deukalion und seine Frau Pyrrha und
- über Noah sowie seine Familie im 1. Buch Mose der Bibel.

In frühchristlichen Schriften und im Koran wird ebenfalls auf die Geschichte Bezug genommen bzw. davon erzählt.

## Etymologisches
Das deutsche Wort „Sintflut“ ging aus mittelhochdeutsch sin(t)vluot, althochdeutsch sin(t)fluot hervor, das so viel wie „umfassende Überschwemmung“ bedeutet. Es hat also nichts mit dem Wort Sünde zu tun. Die germanische Vorsilbe sin- bedeutet „immerwährend, andauernd, umfassend, groß“ und wurde seit dem 13. Jahrhundert volksetymologisch zu „Sünd-“ umgedeutet. So wurde die Schreibweise Sündflut resp. Sündfluth in einer Reihe von Publikationen bis ins 19. Jahrhundert verwendet, später wurde sie als Titel oder Thema belletristischer und dramatischer Werke benutzt.
Im Englischen heißt die Sintflut great flood oder deluge nach dem französischen Wort déluge. Spanisch heißt sie diluvio universal und Italienisch diluvio universale. Das hebräische Wort für Sintflut, מַבּוּל mabūl, bezeichnet die himmlischen Wasserkrüge (vgl. נֵבֶל nēvel „Vorratskrug“, auch „Saiteninstrument“). Es ist von der hebräischen Verbwurzel בלל bll mit der Bedeutung „anfeuchten, vermengen, verwirren“ abgeleitet, das sich hier auf das „Schwitzen“ eines porösen Kruges bezieht. Die Verbwurzel tritt ebenfalls als Wortspiel mit dem Namen der Stadt Babel (bāb īlim „Tor Gottes“) und der dortigen Sprachverwirrung auf.

## Altorientalische Sintflutberichte

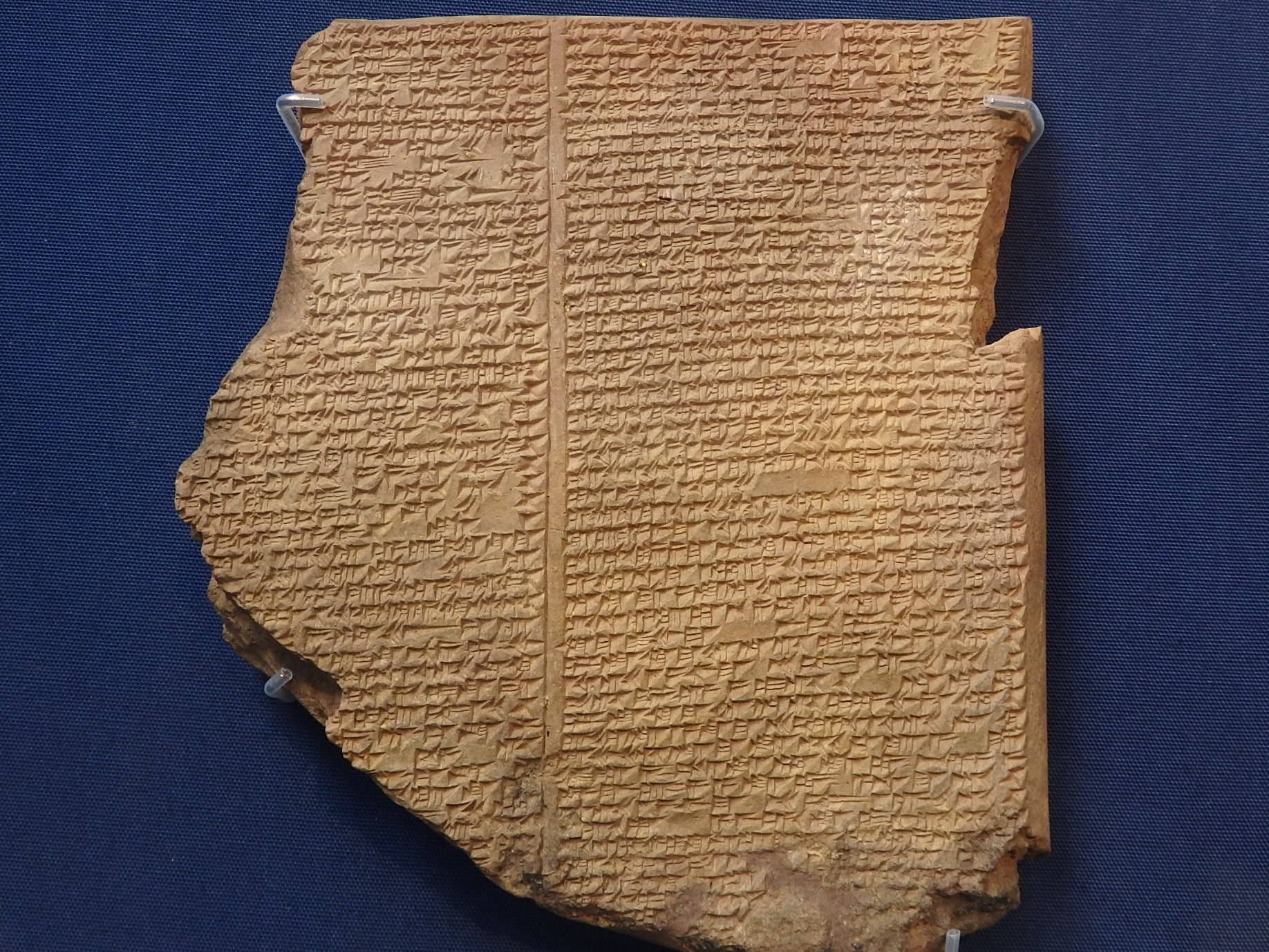
11. Tafel des Gilgamesch-Epos, British Museum

Karte von Sumer

Eine sehr alte Erwähnung der Sintflut findet sich in der sumerischen Königsliste, die die Könige in Sumer vor und nach der Flut aufzählt. Als älteste zusammenhängende schriftliche Überlieferung der Sintflutsage gilt das Atraḫasis-Epos aus dem 19. Jahrhundert v. Chr. Teile dieser Erzählung wurden im Gilgamesch-Epos übernommen.

### Atraḫasis-Epos
Im Atraḫasis-Epos baute Ziusudra (griechisch bei Berossus: Xisouthros, im Gilgamesch-Epos als Uta-napišti benannt) ein Boot, mit dem er und seine Angehörigen sowie ausgewählte Tiere die Flutkatastrophe überlebten. In dieser Urform des Mythos waren verschiedene Details wie die Vorwarnung an Ziusudra durch den Erdgott Enki und das Dankopfer für die Errettung vorhanden, die später in der Bibel ähnlich überliefert sind. Im Atraḫasis-Epos findet sich auch die Erzählung der Aussendung von Vögeln am Ende der Flut. Wegen fehlender Zeilen auf der dritten Tafel des Epos konnte der Name des Berges, an dem das Boot strandete, nur aus dem Gilgamesch-Epos erschlossen werden. Dort ist er mit ‚Nisir‘ (Berg Nimuš) benannt. Ein gewichtiger Unterschied zur biblischen Erzählung besteht in der Begründung der Sintflut: Die konträren Welterfahrungen sind im Atraḫasis-Epos auf zwei unterschiedliche Götter aufgeteilt. Die Sintflut wird mit dem launischen Windgott Enlil verknüpft, während die Rettung des Helden Atraḫasis vom weisen Enki ausgeht. Da die Bibel nur einen Gott anerkennt, muss dieser das Ringen zwischen dem Willen zur Vernichtung und dem Willen zur Erhaltung des Menschen in sich selbst austragen: Am Ende beschließt er, den Menschen nicht nochmals mit der Sintflut zu bestrafen, obwohl die Sünde fortbesteht.

## Die biblische Sintflut

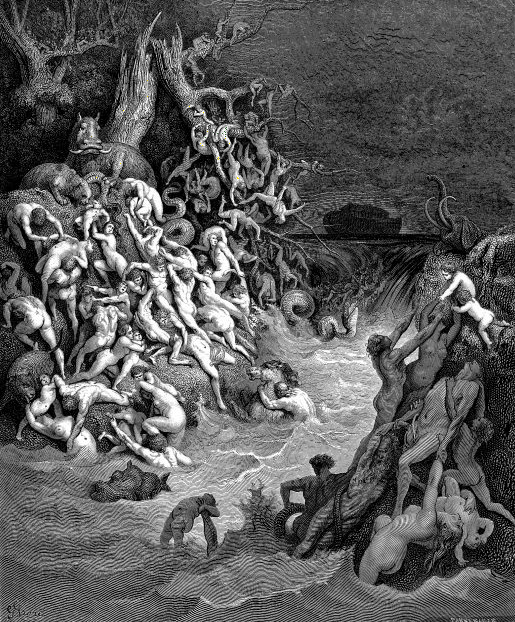
Gustave Doré – Sintflut

Gemäß dem biblischen Bericht im Alten Testament wurde der gottesfürchtige Noah (auch Noe, hebräisch: Noach) von Gott vor einer großen Flut gewarnt und beauftragt, ein großes kastenförmiges Schiff, eine Arche, zu bauen, um damit sich und seine Familie sowie die Landtiere zu retten. Die Sintflut dauerte ein Kalenderjahr und 10 Tage. Selbst die Bergspitzen waren mit Wasser bedeckt (Gen 7,10–24  und Gen 8,1–14 ). Die Flut wird in mehreren Phasen beschrieben:
1. In Noahs 600. Lebensjahr begann die Flut am 17. Tage des zweiten Monats.
2. 40 Tage dauerte die Flut auf der Erde. Nach insgesamt 150 Tagen des Anschwellens nahm das Wasser ab.
3. Am 17. Tag des siebenten Monats setzte die Arche im Gebirge Ararat auf.
4. Am 1. Tag des zehnten Monats wurden die ersten Berggipfel sichtbar.
5. Am 11. Tag des elften Monats öffnete Noah das Fenster und ließ einen Raben fliegen: Der flog aus und ein, bis das Wasser auf der Erde vertrocknet war.
6. In Noahs 601. Lebensjahr hatte sich das Wasser am 1. Tag des ersten Monats verlaufen.
7. Noah verließ am 27. Tag des zweiten Monats die Arche.

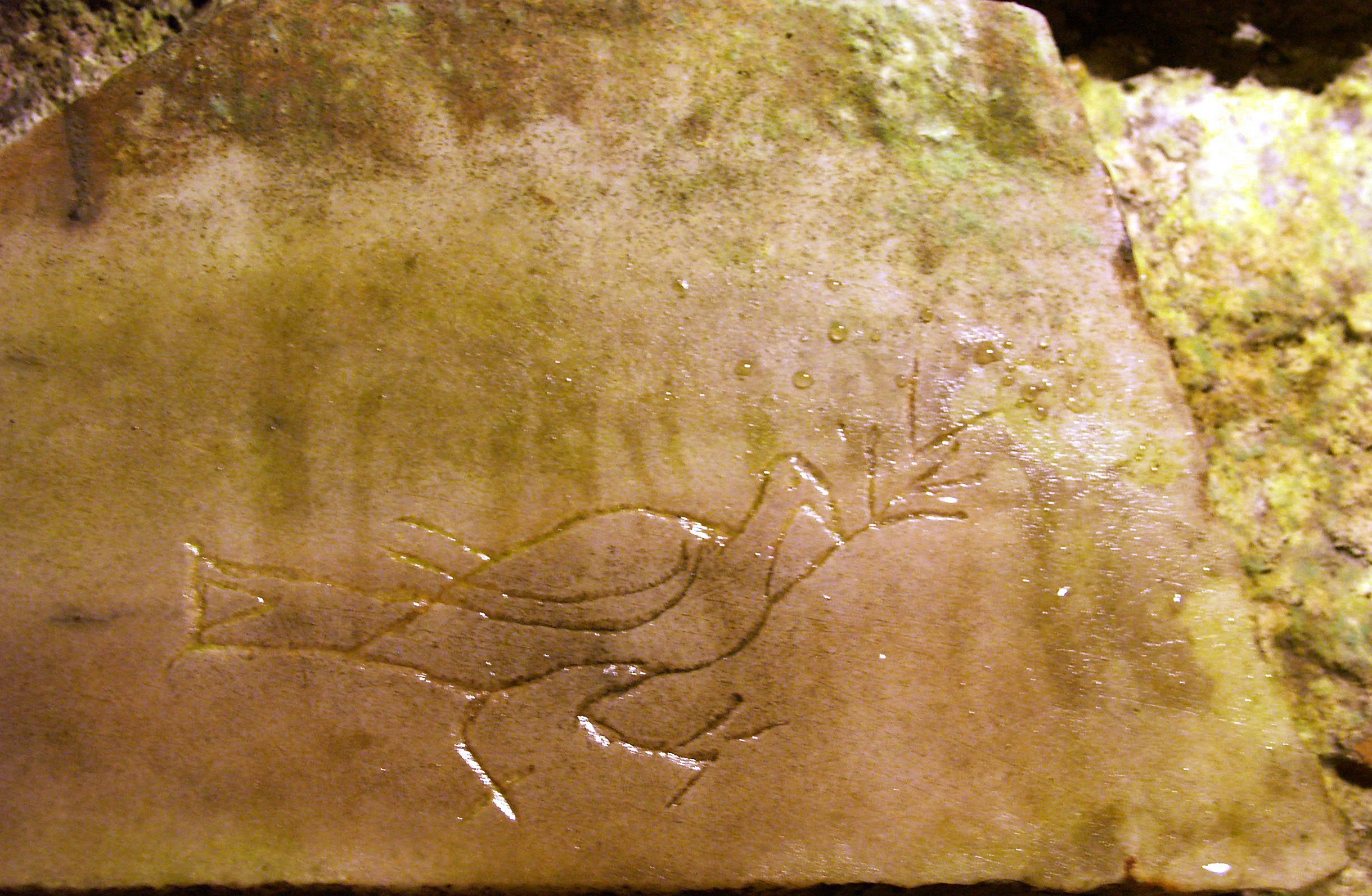
Steintafel mit Taube und Olivenzweig (Gen 8,11 EU), Domitilla-Katakomben, Rom

Nach dem masoretischen Text und dem samaritanischen Pentateuch gelang es nur Noah mit seiner Familie (seiner Frau, seinen drei Söhnen Sem, Ham und Jafet sowie deren Ehefrauen) und vielen Tieren zu überleben. Die Arche landete schließlich „auf den Bergen Ararat“. Die Taube spielt in der biblischen Sintflut-Erzählung die Rolle des frohen Botschafters: Eine von Noah ausgelassene Taube kehrt mit einem frischen Olivenzweig im Schnabel zur Arche zurück (Gen 8,11 ). Vom Gebirge Ararat aus verbreitete sich das Leben wieder über die Erde. Der biblische Bericht erzählt davon, dass Gott im Anschluss einen neuen Bund mit den Menschen und Tieren schloss, in dem er gelobte, nie wieder eine Flut solchen Ausmaßes über die Erde zu bringen. Das Zeichen dieses Bundes ist der Regenbogen.
Die biblische Version stimmt in wesentlichen Erzählzügen mit dem Atraḫasis-Epos überein, könnte also die (literarisch älter belegte) sumerisch-akkadische Tradition aufgenommen haben.
Eusebius von Caesarea führte in seiner Chronik sogar einen Beweis für die Existenz einer globalen, die höchsten Berge bedeckenden Flut an. Zu seiner Zeit fand man beim Brechen von Steinblöcken in den Höhenlagen des Libanongebirges verschiedene Fische, die förmlich mit dem Gestein verwachsen waren. Das Vorhandensein dieser Fossilien in höheren Lagen konnte er sich nur durch eine Flut erklären, da die Gebirgsbildung zu dieser Zeit noch unbekannt war.

## Darstellung in den Apokryphen
Im äthiopischen Henochbuch, auf das im Judasbrief des Neuen Testamentes Bezug genommen wird, das auch in den Rollen von Qumran gefunden wurde und das heute noch zum kanonischen Schrifttum der (christlichen) äthiopischen Kirche gehört, wird diese Geschichte näher erläutert. Die Sintflut wird als göttliche Reaktion auf die unentschuldbare Rebellion der „Wächterengel“ unter Führung von Azazel verstanden. Diese gaben sich mit ihrer Nähe zu Gott nicht zufrieden, sondern lehrten die Menschen verschiedene Künste (vgl. Prometheus im griechischen Mythos) und vermischten sich schließlich mit diesen sogar sexuell. Während Azazel mit seinen Mitverschwörern zur Strafe für seinen Hochmut auf die Erde geworfen und gebunden wird bis zum endgültigen Gericht, muss der durch den Samen der abgefallenen Gottessöhne unrettbar verdorbene Teil der Menschheit flächendeckend ausgetilgt werden.
Eine jüngere christliche apokryphe Tradition widerspricht dieser Legende. Sie ist im Orientalischen Adamsbuch und in der Syrischen Schatzhöhle niedergeschrieben worden. Demnach lebten die Nachkommen Kains zunehmend sündhaft, und auch die meisten Nachkommen Seths ließen sich darauf ein. Die Sintflut erscheint als Säuberung von dieser Sünde.

## Sintflutsagen in anderen Kulturen
Eine der ältesten Mythen zur Sintflut findet sich im babylonischen Gilgamesch-Epos aus dem 3. Jahrtausend vor Christus. Der sagenhafte sumerische König Gilgamesch gelangt auf der Suche nach dem Sinn des Lebens in die Unterwelt, wo ihm sein Vorfahr Utnapischtim (der dem biblischen Noah entspricht) von diesem weltbewegenden Ereignis berichtet.
Die griechische Mythologie kennt eine ähnliche Erzählung im Deukalion-Mythos. Entsprechende Überlieferungen sind auch der indischen Mythologie bekannt. Beide könnten aufgrund der geografischen Nähe leicht dem gleichen Überlieferungsstrang aus dem Zweistromland entspringen. Ähnliche Erzählungen finden sich aber auch in der Sagenwelt von Völkern, die keinen Kontakt mit der sumerischen Kultur hatten:
- Die Inder kennen die Vishnu-Inkarnation des Fisches Matsya, der Manu, den ersten Menschen, zum Bau einer Arche aufforderte, in der er die sieben Rishis rettete.
- Auch die Schöpfungsgeschichte der alt-isländischen Prosa-Edda kennt die Geschichte einer weltweiten Flut, die nur der Riese Bergelmir und seine Frau überlebten.
- In der Schöpfungsgeschichte der australischen Aborigines, der Traumzeit, gibt es den Mythos des Großen Kängurus, das einst mit anderen „animal people“ (engl. Tierleuten) die „Große Flut“ zurückhielt.
- Aus dem chinesischen Altertum der Zeit Kaiser Yaos gibt es Sagen, dass sich „Fluten bis zum Himmel türmen“, oder von „Überschwemmungen, die mit ihren Fluten den Himmel bedrohen“.[6] Diese Sagen werden meist mit der „Flut des Ogyges“ gleichgesetzt. Als chinesische Entsprechung der biblischen Sintflutsage mit Noah wird oft Fu Xi gesehen, der als einziger im ganzen Land gerettet wurde.
- Auch die altamerikanischen Indianer kannten Geschichten von einer Flut, die die gesamte Erdoberfläche überspült haben soll.[7]

In Afrika kommen klassische Sintflutmythen nicht vor, da in der afrikanischen Kosmogonie Erzählungen zur Weltentstehung fast gänzlich fehlen. Manche Forscher sind der Ansicht, dass periodische Überflutungen wie die Nilschwemme keine eigene Vorstellung eines einmaligen Flutereignisses hervorbrachten.
Von Neuguinea und den Südseeinseln sind einige Flutmythen bekannt, die ihrem Charakter nach aus vorchristlicher Zeit stammen. Der Schöpfungsmythos der Fayu verbindet das mythische Ahnenpaar mit einer Flut.
Im 7. Jahrhundert verfasste ein Pseudo-Methodius genannter syrischsprachiger Autor eine der biblischen Sintflut nachempfundene Legende, in der Noah, die Arche und der Teufel vorkommen. In der russischen Übersetzung ist sie in Osteuropa verbreitet und gelangte mit russischen Siedlern nach Sibirien, angereichert um den aus dem islamischen Kulturkreis stammenden störrischen Esel. Noah schrie den Esel an: „Geh hinein, Verfluchter“. In diesem Augenblick schlich sich der Teufel unbemerkt ein. Später berief er sich darauf, von Noah persönlich angesprochen und zum Eintreten aufgefordert worden zu sein. In weiteren nordasiatischen Sagen heißt der Erbauer des Schiffes vom biblischen Noah abgeleitet Noj, im Altai Nama. Dessen Weib wird regelmäßig als böse und mit dem Teufel verbündet dargestellt.
Der Held der Sintflut erscheint in nordasiatischen Erzählungen als der bekannte Stammvater der heutigen Menschen, in tuwinischen Sagen darüber hinaus auch als göttlicher Weltenschöpfer. Dort entstand die Sintflut, weil sich die im Urozean liegende und den Weltenberg tragende Schildkröte einmal bewegte. Ein alter Mann, der die Sintflut voraussah, baute ein Floß und versammelte seine Angehörigen darauf. Nach der Flut landete das Floß auf einem hohen Berg, wo es sich heute noch befindet. Der Alte, genannt der „gnädige Fürst“, erschuf nun die Welt aufs Neue. Eine solche Vergöttlichung lässt sich nicht aus der Bibel herleiten, sondern ist mit dem altiranischen Helden Yima oder Dschamschid verknüpft. Im Altai hieß er Schal-Jime.
Strukturell verwandt mit der Sintflut ist der seltene Weltuntergang durch eine strenge Frostperiode, die alles Leben vernichtet. Solche Erzählungen sind aus dem alten Iran, Nordasien und Skandinavien bekannt. Hierzu gehören auch die bei mehreren asiatischen Völkern aufgezeichneten Sagen von Brandkatastrophen, die Ähnlichkeiten zwischen der buddhistischen und frühchristlichen Mythologie zeigen. Die Erde wird jedes Mal von teuflischen Einflüssen gereinigt und eine neue bessere Welt entsteht.

## Verschiedene Deutungen und Bezüge der biblischen Sintflut
In der ersten biblischen Schöpfungserzählung (Gen 1,6–8) werden am 2. Schöpfungstag obere und untere Wasser (Ewigkeit und Zeit) gerade geschieden, um so Raum für das individuelle Leben auf Erden zu schaffen. „Mit dieser mabul [= Sintflut] aber wird diese Scheidung wieder aufgehoben, und damit wird das individuelle Leben, so wie es sich äußern konnte, ebenfalls vernichtet. (…) Auch die Ägypter gingen im Wasser unter, das sie bedeckte, während Israel, genauso wie Noah, durch das Wasser hindurchkommt. Auch Mose kam in eine ‚teba’ [Arche, Kästchen – vgl. Ex 2,5–10] und blieb dadurch im Wasser bewahrt.“
Das hebräische Tewa bedeutet das (geschriebene) Wort (Mose ist der ‚Mann des Wortes’), also das Wort Gottes (siehe Arche Noah). Im Glauben an das Wort als Weise des Gerechtseins vor Gott (Noah ist der ‚Gerechte’ – Gen 6,9; vgl. Weish 14,7) und der damit verbundenen „Hoffnung voll Unsterblichkeit“ (Weish 3,4) ist das Leben im ‚Wasser’ der Zeit immer schon gerettet. Dieser Glaube besteht im Bund als der rechten Verbindung von Himmel und Erde, Ewigkeit und Zeit, der im siebenfarbigen Regenbogen sein Bundes-Zeichen hat. Der Bogen zeigt symbolisch die Verbindung von Himmel und Erde oder „den hieros gamos [heilige Hochzeit] in der Welt der göttlichen Potenzen“: Rabbi Moses Cordovero deutet den Bogen mit Blick auf Ez 1,28 – der helle Schein des Feuers der Hüften (Lenden) der Gottesgestalt auf dem kosmischen Thronwagen der Ezechielvision war „wie der Anblick des Regenbogens“ – als das „Leben der Welten“; gemeint ist damit die fruchtbar-zeugende Kraft der 9. Sefira des zehngliedrigen Sefiroth-Baumes (Baum des Lebens), die eine ausgesprochene Phallus-Symbolik hat.
Diese zeugende Kraft ist nach kabbalistischer Deutung verkörpert in Josef von Ägypten. Er gilt als Gestalt des Adam Kadmon (des ursprünglichen Menschen) und als der „‚Bewahrer des Bundes‘ par excellence“, weil er „der Versuchung der hemmungslosen Sexualität widerstanden und an seinem Körper das Bundeszeichen der Beschneidung rein erhalten hat. In diesem Sinn wurde die Preisung Josefs im Segen Jakobs verstanden (Gen 49,24): ‚Sein Bogen erhielt sich in (seiner ursprünglichen) Kraft.“ Die beiden Zeichen des Gottesbundes, Regenbogen und Beschneidung, entsprechen somit einander. Josef von Ägypten wiederum gilt in der christlichen Deutung als Typos des Erlösers oder des Neuen Adam: „Hier wird das Erlösungswerk Christi vorweggenommen …“
Die Rückkehr der Taube mit dem Olivenzweig wird als Zeichen des Friedensschlusses zwischen Gott, den Menschen und der Schöpfung verstanden; Taube und Olivenzweig werden zu Friedenssymbolen.
Hans-Peter Müller sieht im Sintflut-Mythos der mesopotamischen und biblischen Überlieferung einen Antimythos zu den jeweiligen Schöpfungsmythen. Während der Schöpfungsmythos die Anwesenheit des Menschen in der Welt erklärt und garantiert, versucht der Zerstörungsmythos alles, was diese Anwesenheit gefährden kann, zu bannen. Doch während der babylonische Mythos die Ursachen der Flut letzten Endes in einem Streit im polytheistischen Götterhimmel sucht und der Mensch sie nur auslöst, muss das monotheistische Judentum die Schuld dem Menschen zuschreiben. Die Strafe für die menschliche Schuld sei in beiden Fällen unverhältnismäßig und unmotiviert.
Im Neuen Testament (1 Petr 3,20f; 2 Petr 2,4f) und bei den Kirchenvätern wird die Sintflut als Sinnbild der Taufe verstanden. Die Taufsymbolik von Tod und Auferstehung oder Neuschöpfung (2 Kor 5,17) kommt in der Achtzahl der in der ‚Arche‘ geretteten Personen zum Ausdruck – mit Noah, dem „Verkünder der Gerechtigkeit“, als dem „Achten“ (2 Petr 2,5). Nach frühkirchlicher Deutung ist der Tag der Auferstehung Christi nach dem Sabbat (= 7. Tag) bzw. nach der 7-Tage-Schöpfung der achte Tag. Die Taufe als sakramentales Zeichen des Bundes wurde deshalb in achteckigen Baptisterien gespendet. „Der achte Tag ist der Tag des Messias“, des „Königs des 8. Tages“.
Für Hartmut Böhme ist die Sintflut neben anderen Naturkatastrophen ein "Tableau für das imaginäre Erleben eigener Elementaremotionen". Durch die Kulturpraxis des Erzählens und Nacherzählens der Sintflutgeschichte "werden die namenlosen Ängste benennbar" und damit ertragbar.

## Theologische Deutung
In der dispensationalistischen Theologie, die in der Bibel von der Entwicklung gewisser Heilszeiten ausgeht, um den in der Sünde verlorenen Menschen zu erretten, findet die vorsintflutliche Zeit ihren Platz als eine Zeit der ungehemmten Autonomie des Menschen. Im Sündenfall hatte dieser seine Autonomie ja angestrebt (… ihr werdet sein wie Gott) und dadurch das Paradies verloren. In dieser ersten Zeit des Menschen außerhalb des Paradieses hatte nun der Mensch zwei Instrumente zu seiner spirituellen Entwicklung, die ihn wieder zu Gott zurückbringen sollte.
Das lange Leben der Menschen sollte dazu dienen, dieses Zeugnis, das ja nur mündlich überliefert werden konnte, möglichst lang am Leben zu erhalten (Gen 5:5). Dieses Zeugnis konnte aber natürlich von den Nachkommen Adams in Frage gestellt werden. Adam könnte es sich ja ausgedacht haben. Es war also damals wie heute Glaube nötig, an einen verborgenen, aber sich dennoch offenbarenden Gott. Dazu kam als zweites das Gewissen des Menschen als moralische Instanz, das ihm bewusst machte, ob etwas gut oder böse war. Dieses moralische Bewusstsein des Menschen, das ihn in Verantwortung nahm, war korrespondiert mit dem Bild der Frucht vom Baum der Erkenntnis des Guten und des Bösen (Gen 2:17). Adam und Eva aßen diese Frucht und erhielten tatsächlich die Fähigkeit des moralischen Unterscheidens, was den autonomen Menschen deutlich vom Tier unterscheiden sollte. Er war aus einem Zustand der Unschuld in eine Existenz gelangt, die ihn für sein Tun verantwortlich machte, denn Autonomie und Verantwortung gehen immer Hand in Hand. Daher auch sofort der Bericht von Kain und Abel. Kain, der Abel erschlägt, wird vorher von Gott gewarnt (Gen 4:6–7), denn die Sünde, also das Böse, wollte von ihm Besitz ergreifen. Dass Kain das wusste, lässt die Tatsache vermuten, dass er seinen Blick senkte. Doch Kain hörte nicht auf sein Gewissen, sondern ließ die Sünde »zur Tür hinein« und tötete infolgedessen seinen Bruder Abel. Was als Eifersucht begann, die bekämpft hätte werden sollen, endete als Brudermord. So zeigte sich bereits in der zweiten Generation, dass das Gewissen allein als moralische Instanz nicht geeignet war, dem Menschen eine Rückkehr zu Gott zu ermöglichen. Denn in der Folge wurde deutlich, dass der autonome Mensch zwar weiß, was gut und böse ist, aber eine eindeutige Neigung besitzt, das Böse zu tun. Nur durch den Glauben kann dies durchbrochen werden, was in der Henochgeschichte angezeigt wird. Henoch wandelte mit Gott (war also im Glauben bestrebt, das Gute zu tun) und Gott nahm ihn zu sich (Gen 5:21–24). Doch die Linie des Seth, der nach Abels Tod als drittes Kind Adams und Evas geboren worden war, war in der Folge durch Vermischung mit der Kainslinie zu schwach und die Bosheit entwickelte sich in dramatischer Geschwindigkeit, bis letztendlich der Glaube und ein Leben nach dem Gewissen nur bei Noah gefunden wurde. Alle anderen hatten ihr Gewissen getötet und waren gewalttätig geworden. Dieser Umstand wird in Gen 6:1–3 angedeutet, zusammen mit dem Gerichtsurteil Gottes, die ganze Menschheit durch eine Sintflut zu vernichten und mit Noah unter anderen Bedingungen neu zu beginnen.
Nach der Sintflut kam es daher zum Noahbund (Gen 9 ), der diese Bedingungen festlegte. Der Mensch sollte nicht mehr so lange leben und seine Autonomie, die sich nicht bewährt hatte, sollte beschnitten werden. Das sollte geschehen, indem die Menschheit nicht mehr ein einziges Volk sein sollte, sondern es sollten sich Völker bilden mit gesellschaftlichen Strukturen und geschriebenen wie ungeschriebenen Gesetzen. Der Mensch sollte damit dem Menschen verantwortlich sein: vom patriarchalischen Familienverband, bis zur später beginnenden Fürstenherrschaft, wenn ein Volk groß geworden war (Gen 10:8–10). In der babylonischen Sprachenverwirrung (Gen 11:1–9) wird diese Bedingung besiegelt und das Bestreben der Menschen unterbunden, erneut nur ein Volk zu bilden, unter einer einzigen Metropole, nämlich Babylon mit seinem alles überragenden Turm. Damit verhinderte Gott, noch während dieser Turm gebaut wurde, die Errichtung einer Weltherrschaft. Die Völker sollten in moralischer Konkurrenz zueinander stehen und mit ihren Gesetzen verhindern, dass sich jemals wieder der vorsintflutliche Zustand entwickeln könnte.

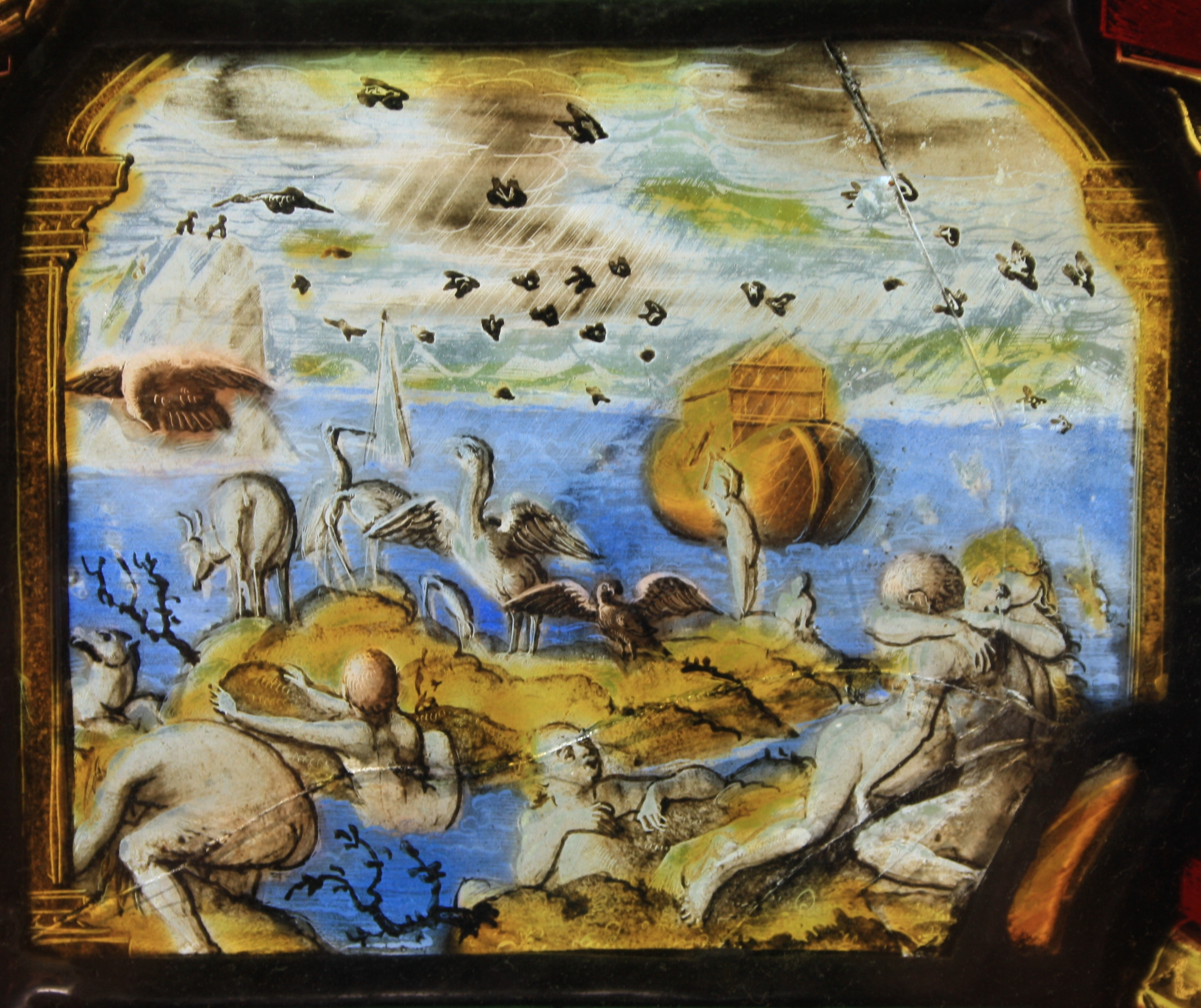
Wappenscheibe im Kreuzgang des Klosters Wettingen: Die Arche Noah in der Sintflut

Der nachsintflutliche Bund mit Noah stellt daher die notwendige Rahmenbedingung für die noch folgenden Heilszeiten dar. Diese Heilszeiten sind begründet in der Erwählung des Abraham, im Gesetz des Moses, im Auftreten des Messias Jesus Christus, in der Mission der Völker und in der Parusie, dem zweiten Kommen Jesu und den mit ihr verbundenen apokalyptischen Begleiterscheinungen. Das Ziel der sich entwickelnden Heilszeiten ist die Wiederherstellung des Paradieses unter der Herrschaft des Christus im nachfolgenden Jahrtausend, das vom neuen Jerusalem, dem endgültigen Paradies, abgelöst wird.

### Im Judentum
Das Judentum hat auf die Frage, warum ein allwissender und gütiger Gott es überhaupt zur Sintflut kommen lassen konnte, unter anderem im Raschi-Kommentar die Antwort gegeben, dass die harte Strafe Gottes wegen des Umfangs der menschlichen Verbrechen und der Bosheit der vorsintflutlichen Geschlechter notwendig wurde. Es kam demnach zu massiver Gewalt zwischen den Menschen, insbesondere gegenüber Frauen, so dass das Recht des Stärkeren herrschte. Zum Beleg dient unter anderem eine Textstelle aus dem 1. Buch Mose 6:2, in der es heißt: „Sie nahmen sich zu Weibern, welche sie nur wollten“.
Das Urteil Gottes lautete daher: „Alles Trachten ihres Herzens war die ganze Zeit nur böse“ (6,5) und „Die Erde war voller Gewalttat“ (6,11), womit im konkreten Fall besonders schändliche Gewalt wie etwa Raub bezeichnet wurde. Die Reaktion Gottes versteht das Judentum daher als Antwort auf die so bezeichneten Gräuel: „Das Ende allen Fleisches ist bei mir beschlossen.“ (6,13). Gewalttätiges Verbrechertum, Raub und Vergewaltigungen, sind, folgt man der Sintflutgeschichte, in theologischer Hinsicht die größte Sünde.
In den Worten des Rabbi Jochanan findet diese Ansicht ihren Ausdruck:
Kommt und seht, wie schrecklich ist die Macht der Gewalt! Denn seht, die Generation der Flut beging jede denkbare Sünde, aber ihr Schicksal wurde erst besiegelt, als sie ihre Hände zum Raub ausstreckten, wie es heißt: „Denn voll ist die Erde durch Gewalttat durch sie, und ich will sie verderben mit der Erde.“
Der Midrasch betrachtet das Böse und die Sünde als korrumpierende Natur der „Gewalt, die fähig ist, das Gute im Menschen zu demoralisieren und die als unüberwindbare Barriere zwischen dem Menschen und seinem Schöpfer steht“. Die Frage, warum Gott den Tod der Sünder wünscht und nicht deren Umkehr, wird also durch die unrettbar durch Gewalt korrumpierte Menschheit begründet. Nur mit einem neuen, aus einem Gerechten hervorgegangenen Menschengeschlecht war demnach ein Neuanfang möglich.

### Im Christentum
Im Neuen Testament dient die Sintflut im Lukasevangelium (17,27) und in der entsprechenden Parallelstelle im Evangelium nach Matthäus (24,38) als Gleichnis für das Kommen des Menschensohns, das als plötzlich und unerwartet prophezeit wird:
Und wie es geschah zu den Zeiten Noahs, so wird’s auch geschehen in den Tagen des Menschensohnes: Sie aßen, sie tranken, sie freiten, sie ließen sich freien bis auf den Tag, da Noah in die Arche ging, und die Sintflut kam und brachte sie alle um.
Martin Luther, der am Glauben hinsichtlich der Historizität dieser Fluterzählung bewusst festgehalten hat, sieht in seinen verschiedenen Auslegungen des Buches Genesis die Flut mit Gen 6 als Gottes gerechte Strafe für den Abfall aller Menschen von Gott, der sich unter den Gliedern der „wahren Kirche“ (d. h. den Nachkommen des Patriarchen Seth im Gegenüber zu denen des Kain) vor allem durch „Mischehen“ mit den ungläubigen Nachkommen Kains ausdrückte (6,2; vgl. Gen 24,3; Dtn 7,3–4).
Die moderne Frage der Theodizee stellt sich ihm daher so nicht, da er gerade in Genesis 6 entscheidende Belege für die Erbsündenlehre erblickt (bes. VV. 3 u. 5); er rechnet also nicht mit einem natürlichen Gutsein des Menschen, demgegenüber Leid (und Strafe) eigens begründet werden müssten (siehe Gen 3,17–19; 4,10 ff.). Überhaupt weist er es in seiner Auslegung zu Gen 6,5–7 als theologisch gefährlich zurück, über Gottes Wesen und dessen Eigenschaften – etwa über seine Güte und Allmacht – abgesehen von seinem Wort zu spekulieren. Derartiges Tun der Vernunft des Menschen führe, so Luther, nicht zum wahren Gott, sondern an diesem vorbei.
Obwohl er die (jüdische) Interpretation von Gen 6,2 auf Dämonen- oder Engelwesen kennt, lehnt er sie ab: die „Söhne Gottes“ sind für ihn die, die durch Glauben an den im sog. Protoevangelium (Gen 3,15) verheißenen Retter Glieder der „wahren Kirche“ sind oder doch jedenfalls sein sollten (vgl. Gal 3,26). Am Ende war es jedoch nur Noah, der am Glauben festhielt (vgl. Hebr 11,7) und daher auch ein exemplarisches sittliches Leben führte, das ihn von seinen Zeitgenossen abhob. Luther macht also hier mit seiner grundlegenden Einsicht ernst, dass der allein seligmachende Glaube durch Liebe tätig ist (Gal 5,6). Wo Ersterer verlorengeht, da schlägt die Liebe Gottes und des Nächsten (entsprechend den beiden Tafeln der Zehn Gebote) in Selbstliebe zurück (Röm 1). Die Flut ist also nach Luther nicht einfach ein Aufruf zu moralisch-mitmenschlichem Handeln, sondern vor allem ein Ruf zum Glauben an Christus angesichts der drohenden Wiederkehr des Menschensohnes zum Weltgericht (siehe Mt 24,37–39), aber auch zur 'Hochzeit' (siehe Mt 25, 1–13).
Luther sieht gerade in Noah, dem „Prediger der Gerechtigkeit (des Glaubens)“ (2 Petr 2,5), den Prototyp aller wahren Propheten und Prediger, die vom wahren Gott den Auftrag haben, ihre Zeitgenossen zum Wort des Herrn und damit zum allein rettenden Glauben an Christus zurückzurufen, jedoch bis zum Ende der Welt damit wegen der Verderbtheit der Menschen nicht großen Zulauf gewinnen werden, sondern als wenig überzeugende Unheilspropheten verspottet werden (siehe wieder Mt 24, 37–39 und 2 Petr 3,3ff).
Evangelikale Gruppen sehen in der Erzählung eine Beschreibung eines historisch kontingenten Geschehens. Die Anhänger einer jungen Erde unter ihnen glauben zudem, dass die allenthalben anzutreffenden Schichtgesteine durch die Sintflut entstanden seien. Da die Sünde der Menschen wiederum die Ursache der Sintflut sei, müsse die Bildung dieser Schichtgesteine und der in ihnen zu findenden Fossilien zeitlich nach der Erschaffung des Menschen angesetzt werden.

## Datierung der biblischen Sintflut
Christliche Geschichtsschreiber datierten die Sintflut auf Grundlage der alttestamentlichen Angaben sehr unterschiedlich, meist zwischen 2578 v. Chr. und 2282 v. Chr. Es gibt aber auch ältere Datierungen, wie beispielsweise auf das Jahr 2242 Annus mundi (3268 v. Chr.), wie in der pseudo-manethonischen Überlieferung „Buch der Sothis“. Der irische Theologe James Ussher berechnete im 17. Jahrhundert in seinen Annales veteris testamenti, a prima mundi origine deducti (Annalen des Alten Testaments, hergeleitet von den frühesten Anfängen der Welt) anhand von Bibelstellen den Zeitpunkt, zu dem die Sintflut stattgefunden haben soll. Er kam auf das Jahr 2501 v. Chr.

## Korrelation mit vermuteten Überschwemmungskatastrophen
Bei Mythen- und Legendenbildung tritt das typische Phänomen der überhöhenden Dramatik in das Grenzenlose auf. Historische Erfahrungen einiger Beteiligter nehmen oft den Weg als phantastische Vision; in der Sintfluterzählung in diesem Fall als Mythensammlung vom Untergang von nahezu allen Menschen und Tieren. Wissenschaftliche Theorien wurden hinsichtlich möglicher Zusammenhänge entwickelt und überprüft; keine konnte als Mythenquelle belegt werden, viele gelten insofern als widerlegt.

### Lokale Überschwemmung
Die in der Wissenschaft früher bevorzugte Theorie, dass alle mesopotamischen Flutmythen auf die traumatische Erfahrung der lokalen Schwemmfluten von Euphrat und Tigris im Zweistromland zurückgehen, erwies sich, basierend auf archäologischen Untersuchungen, inzwischen als weniger wahrscheinlich. Neuere Untersuchungen u. a. im Roten Meer belegen zwar, dass es – bedingt durch klimatische Veränderungen – zwischen 9.000 und 6.500 Jahren vor heute eine lange Feuchteperiode im Mittelmeerraum gab, ein monsunartiges Wettersystem mit regelmäßigen Überflutungen. Ein Bezug zu einer Flutgeschichte wurde jedoch nicht hergestellt.

### Kontinentale Megafluten
In verschiedenen Regionen Zentralasiens und Nordeuropas ereigneten sich zwischen 13.000 und 9000 v. Chr. (am Ende des Pleistozäns und Beginn des Holozäns) kontinentale Megafluten durch Aufbrechen von Eisstauseen, vermutlich wiederholt. Heute liegt der Meeresspiegel weltweit 100–150 Meter höher als in der letzten Eiszeit.

### Vulkanausbruch auf Santorin
In einem weiteren Erklärungsversuch wurde die Sintflut auf die Minoische Eruption auf der Insel Santorin und den nachfolgenden Tsunami zurückgeführt. Zusätzlich wurde auf entsprechend ähnliche Sagen der Griechen und Kreter verwiesen, die später bei den Bewohnern der Levante in mündlicher Überlieferung fortbestanden haben sollen. Archäologische Untersuchungen konnten jedoch diese Theorien nicht bestätigen, da die Santorin-Eruption zwischen 1625 und 1530 v. Chr. erfolgte und die Textfunde des babylonischen Sintflut-Epos mindestens auf das 18. Jahrhundert v. Chr. datieren.

### Impakt-Theorien
Im Jahr 1932 wurde der Meteorit Wabar in der Wüste von Saudi-Arabien entdeckt. In ersten Schätzungen wurde der Einschlag in die Zeit um 4000 v. Chr. datiert und als möglicher Grund für eine Flutwelle genannt. Weitere Fragmente des Meteoriten wurden auf ein Alter von ca. 3500 Jahren geschätzt. Dies führte zu der Annahme, dass ca. 1500 v. Chr. ein weiterer Einschlag in Saudi-Arabien erfolgt sei. Die Wucht der Aufschläge wurde mit der Sprengkraft der Hiroshima-Atombombe verglichen. Aktuelle Untersuchungen ergaben ein tatsächliches Alter von 300 bis 500 Jahren. Die Theorie, dass der Meteorit Wabar möglicher Auslöser der sumerischen Flutkatastrophe war, scheidet damit aus.
Im Jahr 2006 wurde der Krater Jabal Waqf es Swwan in Jordanien von den Entdeckern Elias Salameh, Hani Khoury und Werner Schneider aufgrund der relativ geringen Erosion zunächst auf ein Alter unter 10.000 Jahren geschätzt. Dies führte dazu, dass in Massenmedien eine Verbindung zur Sintflut-Geschichte und insbesondere zum Gilgamesch-Epos hergestellt wurde. Nach neueren Untersuchungen handelt es sich zwar wohl tatsächlich um einen Einschlagkrater, jedoch aus dem Eozän, das heißt aus einer Zeit vor 56 bis 37 Millionen Jahren.
Otto H. Muck entwickelte ein Szenario, nach dem durch den Einschlag eines Asteroiden aus der Adonis-Gruppe im westlichen Atlantik die Großinsel Atlantis versank. Die entstehenden ungeheuren Flutwellen ertränkten in Ost und West Mensch und Tier in einer großen Sintflut, die in den Sagen und Mythen der Völker östlich und westlich des Atlantiks erscheint. Bei dem Impakt wurden auch ungeheure Mengen an Asche und Wasser in die Luft gerissen, die sich danach zusätzlich auf das Land ergossen. Muck beschreibt das Folgeszenario mit zahlreichen Indizien sowie Zitaten aus Sintflutsagen alter Völker. Er datiert den Auslöser der Sintflut auf das Nulljahr des Maya-Kalenders: das Jahr 8498 v. Chr. Nach aktueller Forschung beginnt der Maya-Kalender am 11. August 3114 v. Chr.
Im Jahr 1993 veröffentlichte Alexander Tollmann das Buch „Und die Sintflut gab es doch“. Darin entwickelt er die Theorie, dass ein in sieben Teile zerfallener Komet die Erde zeitlich versetzt in allen Weltmeeren getroffen habe. Seine Untersuchungen stützen sich auf die Auswertung geologischer Daten und auf Mythen und Sagen. Analog zu den Forschungsergebnissen zum Ablauf des Endekreide-Impakts entwickelt er eine Ereignisabfolge (Impakt – Impaktbeben – Weltenbrand – Tsunamiflutwellen – Impaktnacht – Impaktwinter), die mit zahllosen Überlieferungen korreliere. Das Überleben von nur zwei Personen lehnt er kategorisch ab. Diesen, als Tollmann-Ereignis bekannt gewordenen, Einschlag datiert er auf das Jahr 9545 ± wenige Jahre.
Kritisiert wird diese Arbeit einerseits wegen des „Überschreiten(s) der Grenzen naturwissenschaftlicher Erkenntnis“ und der Nähe zur Esoterik, andererseits wegen der inkonsistenten Arbeitsweise und selektiven Bewertung des Quellenmaterials.

### See- und Erdbeben
Am 21. Juli des Jahres 365 n. Chr. erschütterte ein schweres Erdbeben den gesamten östlichen Mittelmeerraum. Die nachfolgenden Tsunamis liefen über die flachen Küstenbereiche und zerstörten Siedlungen. Alexandria verzeichnete nach Überlieferungen etwa 50.000 Opfer. Die Ursache für die schweren Beben in dieser Region ist der Nordwärtsdrang der Afrikanischen Platte, die sich hier unter die Eurasische Platte schiebt. Der gestauchte Untergrund steht dadurch ständig unter Spannung und ist von Störungszonen und Bruchlinien durchzogen. Insbesondere im Osten des Meeresbeckens steht zusätzlich die kleinere Anatolische Platte im Mittelpunkt dieser Bewegungen. Dort kommt es immer wieder zu schweren Erschütterungen entlang der Nordanatolischen Verwerfung.
Durch See- oder Erdbeben ausgelöste Tsunamis stellen rückblickend keine Seltenheit in dieser Region dar und erfolgen in zyklischen Abständen. Eine weitere Vermutung der Tsunami-Theorien nennt einen vor rund 8000 Jahren erfolgten Erdrutsch am Ätna als Auslöser für einen Tsunami (s. Ätna-Tsunami), der in den späteren Überlieferungen als Sintflut deklariert wurde. Aufgrund der Häufigkeit dieser Ereignisse stellen jedoch alle Vermutungen bislang nicht beweisbare Spekulationen dar.

### Wassereinbruch in das Schwarze Meer
Nach langjährigen Forschungen publizierten 1997 die US-amerikanischen Marinegeologen Walter Pitman und William Ryan die Theorie, die Sintflut gehe auf einen Wassereinbruch in das Schwarze Meer zurück. Nach ihrer Ansicht hat dieser stattgefunden, als nach dem Ende der letzten Eiszeit durch das Abschmelzen der Gletscher alle Meeresspiegel weltweit anstiegen und sich damit auch der des Mittelmeers um etwa 130 m hob und etwa im 7. Jahrtausend v. Chr. das Niveau des Bosporus erreichte, wo er den natürlichen Damm zum Schwarzen Meer überflutet haben soll. Innerhalb kurzer Zeit habe sich so der Wasserspiegel des Schwarzen Meeres um etwa 150 m erhöht, und auch besiedeltes Gebiet sei überschwemmt worden.
Mark Siddall entwickelte ein virtuelles physikalisches Modell des Grabens am Bosporus und des Schwarzen Meeres. Auf dieser Basis konnte er alle Überschwemmungsszenarien simulieren:

„Als der Schwarzmeer-Damm gebrochen war, strömte das Wasser durch den Bosporus, erreichte das Schwarzmeer-Becken in einem gigantischen Crash, und stromabwärts von dieser Crash-Zone muss ein eindrucksvoller Jet-Stream entstanden sein, ein schneller Wasserstrahl, der entlang der Küstenlinie verlief und dort einen tiefen Graben in den Boden gepflügt haben muss.“

William Ryan überprüfte mit Echoloten den Boden des Schwarzen Meeres. Die Auswertungen zeigten, dass der Graben sich genau dort befindet, wo Siddall ihn vorhergesagt hatte.
Von Petko Dimitrov (Bulgarien) an verschiedenen Orten gemachte Funde von Süßwassermuscheln aus Sedimentablagerungen in Tiefen von bis zu 120 m und Ablagerungen eines Salzwassermeeres darüber mit einer sehr dünnen Grenzschicht, die mit der Radiokarbonmethode datiert wurden, stützen diese Theorie, denn sie belegen, dass das Schwarze Meer bis zum Ende der letzten Eiszeit ein großer Süßwassersee war, der dann auch nach Ansicht von Yossi Mart (Universität Haifa, Israel) abrupt zum Salzwassermeer wurde, wobei sich nach Ansicht der Forscher auch der alte Küstenverlauf eindeutig rekonstruieren ließ. Siedlungsfunde im heutigen Küstenbereich des Schwarzen Meeres (Rumänien) legen laut den Vertretern dieser Hypothese nahe, dass es sich bei den damaligen Bewohnern um Nachfahren der Menschen handelt, welche die mit hoher Wahrscheinlichkeit ebenfalls besiedelten tiefergelegenen Gebiete aufgrund der Salzwasserüberflutung fluchtartig verlassen mussten.
Diese Erkenntnisse widersprechen damit älteren Theorien, wie z. B. von Teofilo Abrajano vom Rensselaer Polytechnic Institute, der in seinen Untersuchungen aus dem Jahr 2002 die Ansicht vertrat, dass Süßwasser aus dem Schwarzen Meer erst in das Marmarameer und danach in das Mittelmeer geflossen sei, es also keinen plötzlichen Salzwassereinbruch in das Schwarze Meer gegeben habe.
Andere Forschungsergebnisse stellen jedoch die These von Pitman und Ryan in Frage und zeigen aufgrund vielfältiger Befunde, dass eine katastrophenartige Flutung des Schwarzen Meeres aus dem Mittelmeer über das Marmarameer zumindest innerhalb der letzten 30.000 Jahre unwahrscheinlich sei. Überdies bezweifeln selbst jene Forscher, die einen plötzlichen, vor wenigen Jahrtausenden erfolgten Salzwassereinbruch in das Schwarze Meer für möglich halten, dass dieses Ereignis die historische Grundlage für die erst viel später und in erheblichem räumlichen Abstand erstmals verschriftlichten Sintflutgeschichten gebildet haben kann. Fest steht jedoch anhand von Bohrkernuntersuchungen aus dem Jahr 2007, dass das Schwarze Meer schon vor 130.000 Jahren überflutet worden ist und Salzwasser enthielt und vor 115.000 bis 10.000 Jahren erneut ein Süßwassersee war. Überflutungen hat es also mehrfach in der Geschichte des Schwarzen Meeres gegeben. Über die Geschwindigkeit der Überflutung geben die Bohrkerne jedoch keine Auskunft.
Eine Untersuchung der Schlamm-Ablagerungen im Donaudelta durch Mitarbeiter der Woods Hole Oceanographic Institution spricht dagegen für einen Salzwassereinbruch vor etwa 7500 v. Chr. Der Meeresspiegel stieg mit diesem Flutungsereignis nachweislich lokal um fünf Meter an. Dies ist allerdings bedeutend weniger, als von Ryan und Pitman für ihre Katastrophentheorie zugrunde gelegt, und zog sich über mehrere Jahrzehnte.

### Zu weltweit verbreiteten Sintflutberichten
- Publius Ovidius Naso: Metamorphosen. und Diluvium.
- Richard Andree: Die Flutsagen. Ethnographisch betrachtet. Vieweg & Sohn, Braunschweig 1891 (bei Internet Archive).
- Norbert Buchner, Elmar Buchner: Klima und Kulturen. Die Geschichte von Paradies und Sintflut. Greiner, Remshalden 2005, ISBN 3-935383-84-3.
- Johannes Karl Richard Riem: Die Sintflut in Sage und Wissenschaft. Agentur des Rauhen Hauses, Hamburg 1925.
- Alexander Tollmann, Edith Kristan-Tollmann: Und die Sintflut gab es doch. Vom Mythos zur historischen Wahrheit. Knaur, München 1995, ISBN 3-426-77139-X.

### Zu den Beziehungen zwischen orientalischer, biblischer und antiker Sintfluttradition
- Gian A. Caduff: Antike Sintflutsagen. Vandenhoeck & Ruprecht, Göttingen 1986, ISBN 3-525-25180-7.
- Florentino García Martínez u. a. (Hrsg.): Interpretations of the flood (= Themes in biblical narrative. Band 1). Brill, Leiden 1999, ISBN 90-04-11253-7.
- Alfred M. Rehwinkel: The Flood in the Light of the Bible, Geology and Archaeology. Concordia, Saint Louis (MO) 1957.
- Byron Christopher Nelson: The Deluge Story in Stone. 7. Ausgabe, Bethany Fellowship, Minneapolis (Minn.) 1968.
- Reginald Daly: Earth’s Most Challenging Mysteries. Craig Press, Nutley (NJ) 1981.
- Konrad Heldmann: Menschen, Götter und die große Flut. Variationen eines literarischen Motivs vom Alten Orient bis zu Ovids Metamorphosen und den bildenden Künsten der Neuzeit. In: Gregor Bitto, Anna Ginesti Rosell, Jonas Ludäscher (Hrsg.): Römische Rezeptionen der Kaiserzeit und Spätantike: Festschrift für Bardo M. Gauly. De Gruyter, Berlin / Boston 2024, S. 581–654.

### Zur Schwarzmeer-Überflutungs-Theorie
- Harald Haarmann: Geschichte der Sintflut. Auf den Spuren der frühen Zivilisationen. Beck, München 2005, ISBN 3-406-49465-X.
- William Ryan, Walter C. Pitman: Sintflut. Ein Rätsel wird entschlüsselt. Bastei-Lübbe, Bergisch Gladbach 2001, ISBN 3-404-60492-X.
- Valentina Yanko-Hombach: The Black Sea flood question: Changes in coastline, climate and human settlement. Springer, Dordrecht 2007, ISBN 1-4020-4774-6.
- Petko Dimitrov, Dimitar Dimitrov: The Black Sea, the flood, and the ancient myths. Slavena, Varna (Bulgaria) 2004, ISBN 954-579-335-X (online).
- Dimitar Dimitrov: Geology and Non-traditional resources of the Black Sea. Lambert academic publishing (LAP), Saarbrücken 2010, ISBN 978-3-8383-8639-3.

## Dokumentationen
- Mythos: Das Geheimnis der Sintflut - Die größten Rätsel der Geschichte. TV-Dokumentation in HD, D, ZDF 2021 (permanent abrufbar bei youtube.com).